# Tomris Bakır
Tomris Bakır (* als Tomris Akbaşoğlu am 5. November 1941; † 25. Februar 2020) war eine türkische Klassische Archäologin.
Tomris Bakır studierte an der Universität Ankara, wo sie ihre ersten Abschlüsse machte. Mit ihrem Mann, dem Klassischen Archäologen Güven Bakır, absolvierte sie ein Promotionsstudium am Archäologischen Institut der Universität Heidelberg. Dort wurde sie 1973, ein Jahr nach ihrem Ehemann, bei Roland Hampe mit der Arbeit Der Kolonnettenkrater in Korinth und Attika zwischen 625 und 550 v. Chr. promoviert. Nach der Rückkehr in die Türkei lehrte Bakır zunächst an der Atatürk-Universität in Erzurum, ab 1977 als Assistenzprofessorin. 1988 wurde sie als Professorin an die Ege Üniversitesi in Izmir berufen, wo sie bis zu ihrer Emeritierung 2010 wirkte. Zudem war sie seit 1988 Leiterin der Ausgrabungen in Daskyleion.
Bakır war eine international hoch angesehene Forscherin. Sie war Mitglied des Deutschen Archäologischen Instituts.

## Schriften (Auswahl)
- Der Kolonnettenkrater in Korinth und Attika zwischen 625 und 550 v. Chr. (= Beiträge zur Archäologie. Band 7). Triltsch, Würzburg 1974[4]
- Korinth seramiğinde aslan figürünün gelişimi (= Ege Üniversitesi Sosyal Bilimler Fakültesi Yayınları. Band 12). Ege Üniversitesi Sosyal Bilimler Fakültesi, Izmir 1982.
- Archäologische Beobachtungen über die Residenz in Daskyleion. In: Pallas. Revue d’études antiques Band 43, 1995, S. 269–285 (Digitalisat).
- Herausgeberin mit Heleen Sancisi-Weerdenburg: Achaemenid Anatolia. Proceedings of the First International Symposium on Anatolia in the Achaemenid Period, Bandirma, 15–18 August 1997 (= Uitgaven van het Nederlands Historisch-Archaeologisch Instituut te Istanbul. Band 92). Nederlands Instituut voor het Nabije Oosten, Leiden 2001, ISBN 90-6258-093-9.
- Daskyleion. Balikesir'in eski çaglardaki valilik merkezi. Balıkesir Valiliği, Balıkesir 2011, ISBN 9786053594611.